# 中華人民共和国成立70周年大会
中華人民共和国成立70周年大会（ちゅうかじんみんきょうわこくせいりつ70しゅうねんたいかい、簡:庆祝中华人民共和国成立70周年大会）は、2019年10月1日の中華人民共和国国慶節にあわせて、天安門広場で実施された観兵式（軍事パレード）である。